# SAI 10 Grifone
Le SAI 10 Grifone est un biplace d’école italien dessiné par l’ingénieur Camillo Silvia peu avant le début de la Seconde Guerre mondiale.

## Former plus de pilotes
À l’approche de la guerre, la Regia Aeronautica souhaitait pouvoir disposer d’un nombre plus important de pilotes et lança un programme visant à la fourniture d’un biplace d'entraînement de début léger et peu onéreux. Pour répondre à ce programme le SAI 10, dont le prototype effectua son premier vol le 8 juillet 1939 piloté par Guiliano Ferrari, était un monoplan parasol biplace côte-à-côte. C’était un avion de construction mixte, bois tubes métalliques soudés avec revêtement entoilé. Le Ministero dell'Aeronautica commanda 50 SAI 10, commande ramenée ensuite à 10 exemplaires qui furent livrés en 1940.

## Variations sur un thème
Deux motorisations furent initialement proposées : un CNA DA de 60 ch à cylindres à plat avec lequel le SAI 10 ne dépassait pas les 160 km/h, ou un moteur en étoile Fiat A.50 de 83 ch retenu pour la série. En 1941 fut adapté un Bramo SH 14 (de) de 160 ch, toujours en étoile, et un moteur en ligne Alfa Romeo A.110 de 130 ch avec lequel le biplace fut rebaptisé SAI 11. Ces remotorisations restèrent sans suite, tout comme le SAI 10 Gabbiano (Mouette), hydravion d’école monté sur 2 flotteurs.